# Iron Mountain Incorporated
Iron Mountain Incorporated ist ein amerikanisches Unternehmen, das sich auf Dienstleistungen für das Informationsmanagement spezialisiert hat. Es wurde von Herman Knaust 1951 gegründet. Seinen Ursprung hat das Unternehmen in einer stillgelegten Eisenerzmine, die Knaust Iron Mountain (Eisenberg) nannte und ursprünglich für die Pilzzucht vorgesehen hatte. Die Zentrale des Unternehmens befindet sich in Boston, Massachusetts.
Iron Mountain unterhält über 1.000 Standorte in 39 Ländern weltweit. Dort lagern beispielsweise die Daten der Bildagentur Corbis und das Musikarchiv von BMG.
Der europäische Hauptsitz befindet sich in London, UK. Die deutsche Unternehmenszentrale von Iron Mountain ist in Hamburg. Die Technologie-Abteilung der deutschen Niederlassung von Iron Mountain (Iron Mountain Digital) hat ihren Sitz in Neu-Isenburg bei Frankfurt am Main.